# Limonera (pera)
La pera limonera, conocida como poire Docteur Jules Guyot en Francia, su país de origen, es el nombre de una variedad cultivar de la pera europea (Pyrus communis). Esta pera está cultivada en la colección de la Estación Experimental Aula Dei (Zaragoza). Esta pera también es cultivada en varias zonas productoras de peras en España; concretamente, en la comarca Campo de Daroca, donde tuvo su mejor época de cultivo comercial en la década de 1960, y actualmente se sigue cultivando abundantemente, así como también en Lérida, bajo la D.O.P. pera de Lérida.

## Otros nombres
- "Guyot" (Francia),
- "Jules Guyot" (Francia),
- "Poire Jules Guyot" (Francia),
- "Poire Dr. Jules Guyot" o "Dr. Jules Guyot" (Francia),
- "Pera Limonera" (España),
- "French Bartlett" (Estados Unidos, Canadá).[7]

## Historia

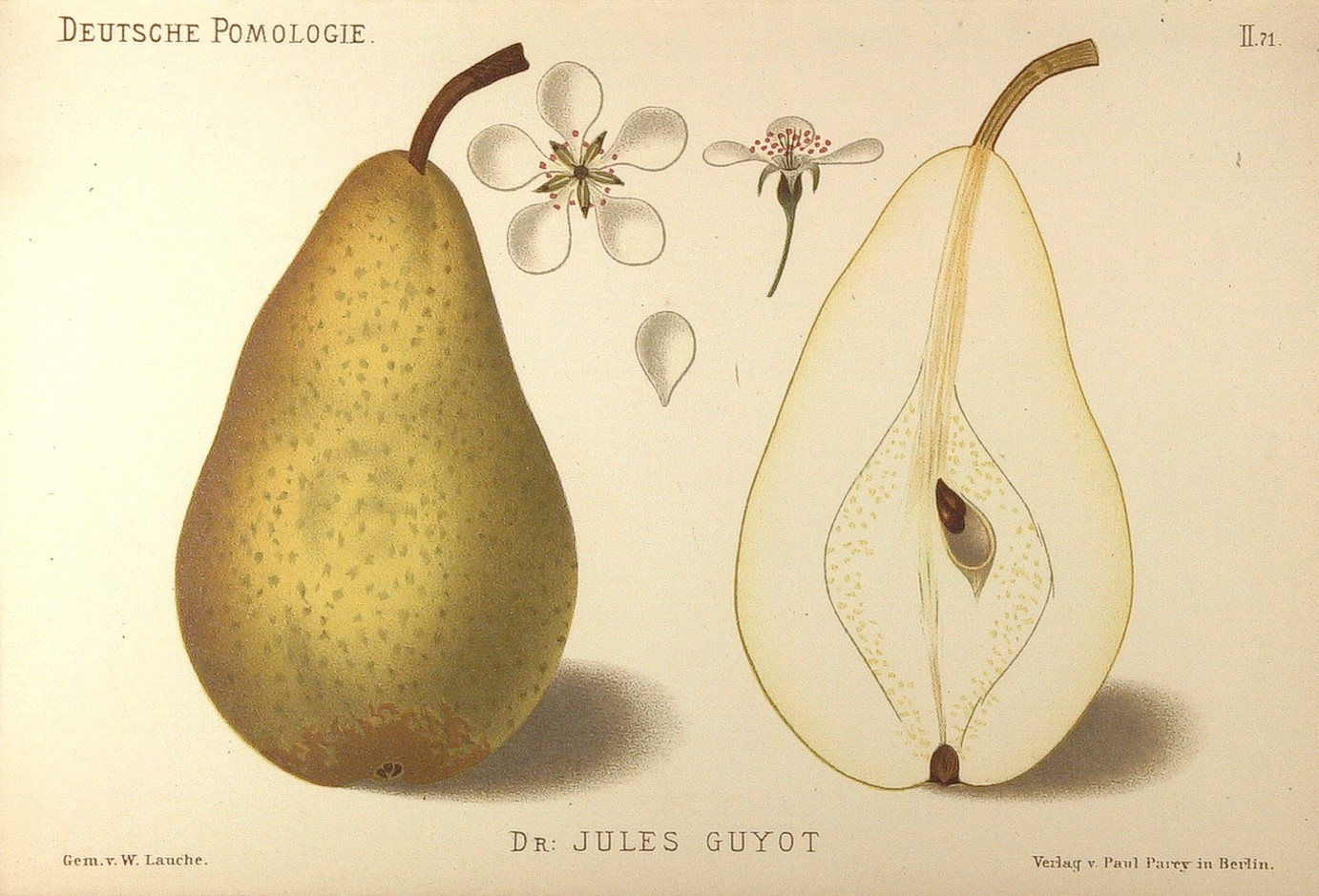
Ilustración de "Deutsche Pomologie".

Charles Baltet y su hermano Ernest horticultores de Troyes (Francia) son los creadores de un centenar de variedades de frutas, incluidas hacia 1870 las peras 'Docteur Jules Guyott', que llevan este nombre en honor del Docteur Jules Guyot. Se considera muy rústica.
'Limonera' en España está considerada incluida en las variedades locales autóctonas muy antiguas, cuyo cultivo se centraba en comarcas muy definidas. Se caracterizaban por su buena adaptación a sus ecosistemas y podrían tener interés genético en virtud de su adaptación. Se encontraban diseminadas por todas las regiones fruteras españolas, aunque eran especialmente frecuentes en la España húmeda. Estas se podían clasificar en dos subgrupos: de mesa y de cocina (aunque algunas tenían aptitud mixta).
'Limonera' es una variedad clasificada como de mesa, difundido su cultivo en el pasado por los viveros comerciales y cuyo cultivo en la actualidad está muy pujante en las zonas productoras de peras sobre todo en Aragón, La Rioja, y Cataluña.

## Características
El peral de la variedad 'Limonera' tiene un vigor Medio; florece a inicios de mayo; tubo del cáliz medio, en forma de embudo redondeado con conducto corto, y los estambres nacen ligeramente separados de la base de los sépalo.
La variedad de pera 'Limonera' tiene un fruto de tamaño grande; forma piriforme, de superficie irregular con pequeñas protuberancias, parte inferior ligeramente acostillada, el cuello poco acentuado, con contorno irregular, y con tendencia a pentagonal; piel lisa y un poco untuosa; con color de fondo amarillo verdoso o pajizo, o amarillo pálido, sin chapa o con ligera chapa más o menos sonrosada-rojiza, presenta punteado muy característico, de tamaño medio o grande, abundante en todo el fruto excepto en la zona peduncular donde es más escaso, siendo sin embargo más pequeño y abundante alrededor del ojo, y con aureola bastante extensa de color verdoso, "russeting" (pardeamiento áspero superficial que presentan algunas variedades) ausente o muy débil; pedúnculo de corto a medio, de grueso o muy grueso, semicarnoso, engrosado en parte superior, de color verdoso o bronceado con lenticelas cobrizas, recto, e implantado generalmente oblicuo, la cavidad del pedúnculo es estrecha, superficial, con borde irregular, oblicuo con respecto al eje del fruto y con un pequeño mamelón en la parte más alta e importancia del "russeting" en cavidad peduncular ausente; anchura de la cavidad calicina estrecha, poco profunda, con borde muy irregular, fuertemente ondulado o ligeramente acostillado; ojo grande, abierto o semicerrado, sépalos triangulares, estrechos y largos con las puntas dobladas indistintamente hacia dentro o hacia fuera, la base de los sépalos es en su parte externa ligeramente rojiza, y entre la unión de los mismos se forman unas pequeñas protuberancias carnosas.
Carne de color blanco amarillento; textura medio fundente; sabor característico de la variedad, muy ligeramente alimonado, algo soso pero refrescante y agradable; corazón medio, fusiforme. Eje muy largo, ligeramente abierto pero no en toda su extensión. Celdillas muy amplias y grandes. Semillas pequeñas, alargadas, blanquecinas con zonas de color castaño, y muchas abortadas.
La pera 'Limonera' tiene una época de maduración y recolección temprana en la tercera decena de julio a primera de agosto en "E.E. de Aula Dei (Zaragoza)". Se usa como pera de mesa fresca, y en cocina para hacer diferentes recetas.

## Usos
- Pera de consumo en fresco de mesa.
- Pera de uso en recetas culinarias.[13]